# Morti nel 1929

## Gennaio(60)
- 1º gennaio - Burton Downing, pistard statunitense (n. 1885)
- 1º gennaio - Oddone Tomasi, pittore e incisore italiano (n. 1884)
- 3 gennaio - Osvaldo Armanni, architetto italiano (n. 1855)
- 4 gennaio - Domenico Barone, magistrato italiano (n. 1879)
- 5 gennaio - Erich Becher, docente, filosofo e psicologo tedesco (n. 1882)
- 5 gennaio - Clotilde García del Castillo, spagnola (n. 1865)
- 5 gennaio - Marc McDermott, attore australiano (n. 1881)
- 5 gennaio - Nikolaj Nikolaevič Romanov, nobile russo (n. 1856)
- 5 gennaio - Romualdo Trigona di Sant'Elia, nobile e politico italiano (n. 1870)
- 6 gennaio - Louisine Havemeyer, filantropa statunitense (n. 1855)
- 6 gennaio - Henri Lanos, pittore e illustratore francese (n. 1859)
- 6 gennaio - Alessandro Vessella, direttore di banda, compositore e poliziotto italiano (n. 1860)
- 7 gennaio - Henry Arthur Jones, drammaturgo inglese (n. 1851)
- 7 gennaio - Mattie Silks, imprenditrice statunitense (n. 1847)
- 7 gennaio - Eugenio Tosi, cardinale e arcivescovo cattolico italiano (n. 1864)
- 8 gennaio - Pasquale Lolordo, mafioso italiano (n. 1887)
- 8 gennaio - Ernst von Mohl, insegnante tedesco (n. 1849)
- 9 gennaio - Eugenia von der Leyen, mistica tedesca (n. 1867)
- 10 gennaio - Julio Antonio Mella, politico cubano (n. 1903)
- 10 gennaio - Camillo Melzi D'Eril, sismologo e ingegnere italiano (n. 1851)
- 11 gennaio - Elfrida Andrée, organista e compositrice svedese (n. 1841)
- 11 gennaio - Nerio Malvezzi de' Medici, politico italiano (n. 1856)
- 12 gennaio - Ivar Böhling, lottatore finlandese (n. 1889)
- 13 gennaio - Pierre Batiffol, presbitero, storico e teologo francese (n. 1861)
- 13 gennaio - Wyatt Earp, pistolero statunitense (n. 1848)
- 14 gennaio - Jean Martin Adam, missionario e vescovo cattolico francese (n. 1846)
- 14 gennaio - Enrico Gualterio, militare e politico italiano (n. 1843)
- 14 gennaio - Sergej Aleksandrovič Nilus, scrittore russo (n. 1862)
- 14 gennaio - Giovanni Paciarelli, architetto italiano (n. 1862)
- 14 gennaio - Jules Rolland, ginnasta francese (n. 1877)
- 14 gennaio - Georges-Fernand Widal, medico e batteriologo francese (n. 1862)
- 15 gennaio - Gerhard Munthe, pittore e illustratore norvegese (n. 1849)
- 16 gennaio - Aldo Bettini, ciclista su strada italiano (n. 1886)
- 16 gennaio - Chinda Sutemi, politico e diplomatico giapponese (n. 1857)
- 16 gennaio - Carlo Manenti, giurista italiano (n. 1860)
- 18 gennaio - Carlo Rosaspina, attore teatrale italiano (n. 1853)
- 19 gennaio - Liang Qichao, scrittore, giornalista e filosofo cinese (n. 1873)
- 19 gennaio - Giovanni Pansa, archeologo, avvocato e storico italiano (n. 1865)
- 20 gennaio - Maria Beccadelli di Bologna, nobile italiana (n. 1848)
- 21 gennaio - Maxime Dethomas, disegnatore, pittore e incisore francese (n. 1867)
- 21 gennaio - Raphaël Dubois, farmacologo francese (n. 1849)
- 21 gennaio - Ernest Vaughan, giornalista e scrittore francese (n. 1841)
- 22 gennaio - Adol'f Davidovič Brodskij, violinista e insegnante russo (n. 1851)
- 22 gennaio - Pietro Cantini, architetto italiano (n. 1847)
- 22 gennaio - Emma Cooke, arciera statunitense (n. 1848)
- 22 gennaio - Cornelis Lely, politico e ingegnere olandese (n. 1854)
- 23 gennaio - Marco Anzoletti, compositore e violinista italiano (n. 1867)
- 24 gennaio - Wilfred Baddeley, tennista inglese (n. 1872)
- 24 gennaio - Giovanni Smirich, archeologo e pittore dalmata (n. 1842)
- 24 gennaio - Ekaterina Pavlovna Vjazemskaja, nobildonna russa (n. 1849)
- 25 gennaio - Franz Xaver Kugler, chimico, matematico e assiriologo tedesco (n. 1862)
- 26 gennaio - Elizabeth Caland, pianista tedesca (n. 1862)
- 27 gennaio - Salvatore Caporaso, poeta e militare italiano (n. 1890)
- 28 gennaio - Maritcha Remond Lyons, docente, oratrice e attivista statunitense (n. 1848)
- 28 gennaio - Hans von Plessen, generale prussiano (n. 1841)
- 29 gennaio - Ogden Mills, imprenditore statunitense (n. 1856)
- 29 gennaio - George Roux, artista e illustratore francese (n. 1853)
- 29 gennaio - Paul Gerson Unna, dermatologo tedesco (n. 1850)
- 29 gennaio - Louise Weber, ballerina francese (n. 1866)
- 31 gennaio - Marco Praga, commediografo e critico teatrale italiano (n. 1862)

## Febbraio(69)
- 1º febbraio - Giovanni Roncagli, militare, geografo e cartografo italiano (n. 1857)
- 1º febbraio - Alessandro Zappata, latinista, insegnante e scrittore italiano (n. 1860)
- 2 febbraio - Henri Biva, pittore francese (n. 1848)
- 2 febbraio - Charles Frechon, pittore francese (n. 1856)
- 2 febbraio - Adolfo Mangini, storico e commediografo italiano (n. 1854)
- 2 febbraio - Georgina Moncreiffe, nobildonna scozzese (n. 1846)
- 2 febbraio - Marija Konstatinovna Naryškina, nobildonna russa (n. 1861)
- 2 febbraio - Ludwig Wittmack, botanico e micologo tedesco (n. 1839)
- 3 febbraio - Agner Krarup Erlang, matematico e statistico danese (n. 1878)
- 3 febbraio - Frederick John Jackson, diplomatico, esploratore e ornitologo britannico (n. 1860)
- 3 febbraio - Elisabeth Järnefelt, mecenate finlandese (n. 1839)
- 6 febbraio - Dante Guindani, ciclista su strada italiano (n. 1899)
- 6 febbraio - Minnie Hauk, soprano statunitense (n. 1851)
- 6 febbraio - Maria Cristina d'Asburgo-Teschen, principessa (n. 1858)
- 6 febbraio - Pasquale Melucci, giurista italiano (n. 1854)
- 7 febbraio - Karl Julius Beloch, storico tedesco (n. 1854)
- 8 febbraio - Charles Alexander de Cosson, antiquario britannico (n. 1846)
- 8 febbraio - Achille D'Orsi, scultore italiano (n. 1845)
- 8 febbraio - Antonio Dal Fabbro, generale italiano (n. 1866)
- 8 febbraio - Edwin Denby, politico statunitense (n. 1870)
- 8 febbraio - Francesco Lanzoni, storico e presbitero italiano (n. 1862)
- 9 febbraio - Giovanni Camera, politico e avvocato italiano (n. 1862)
- 9 febbraio - Vittorio Simonelli, geologo e paleontologo italiano (n. 1860)
- 9 febbraio - Vincenzo Volpe, pittore italiano (n. 1855)
- 9 febbraio - Hamad bin Ibrahim Al Mu'alla, emiro
- 10 febbraio - Edouard Adam, pittore francese (n. 1847)
- 10 febbraio - Nagai Nagayoshi, farmacista giapponese (n. 1844)
- 10 febbraio - Albert Steinrück, attore tedesco (n. 1872)
- 11 febbraio - Albert Geisser, avvocato, banchiere e filantropo svizzero (n. 1859)
- 11 febbraio - Giovanni II del Liechtenstein, sovrano (n. 1840)
- 12 febbraio - Rafael Barradas, pittore uruguaiano (n. 1890)
- 12 febbraio - Siegfried von Clary und Aldringen, diplomatico e nobile austriaco (n. 1848)
- 12 febbraio - Casson Ferguson, attore statunitense (n. 1891)
- 12 febbraio - Lillie Langtry, attrice britannica (n. 1853)
- 13 febbraio - Muhammad VI al-Habib, tunisino (n. 1858)
- 14 febbraio - Tom Burke, velocista statunitense (n. 1875)
- 15 febbraio - L.C. MacBean, regista e sceneggiatore scozzese (n. 1875)
- 15 febbraio - Alberto Pasquali, attore teatrale e attore italiano (n. 1882)
- 17 febbraio - Giovanni Gamberoni, arcivescovo cattolico italiano (n. 1868)
- 18 febbraio - Enrico Falaschi, politico italiano (n. 1863)
- 18 febbraio - John Percy Farrar, alpinista e militare inglese (n. 1857)
- 18 febbraio - Hardee Kirkland, regista, attore e sceneggiatore statunitense (n. 1868)
- 18 febbraio - Enrico Morselli, psichiatra e antropologo italiano (n. 1852)
- 18 febbraio - Camillo Rapetti, pittore e docente italiano (n. 1859)
- 18 febbraio - William Russell, attore, regista e sceneggiatore statunitense (n. 1884)
- 19 febbraio - Werner von Alvensleben-Neugattersleben, politico prussiano (n. 1840)
- 19 febbraio - Joseph Boussinesq, matematico francese (n. 1842)
- 19 febbraio - Cesare Galeotti, compositore, direttore d'orchestra e pianista italiano (n. 1872)
- 20 febbraio - Edward Atkinson, chirurgo e esploratore britannico (n. 1881)
- 20 febbraio - Henry Bruce, II barone Aberdare, nobile e ufficiale inglese (n. 1851)
- 20 febbraio - Manuel Díaz Martínez, schermidore cubano (n. 1874)
- 21 febbraio - Alfredo Codacci Pisanelli, giurista e politico italiano (n. 1861)
- 21 febbraio - John Grenfell Maxwell, generale britannico (n. 1859)
- 22 febbraio - Jonathan Dwight, ornitologo statunitense (n. 1858)
- 22 febbraio - Gunnar Heiberg, drammaturgo norvegese (n. 1857)
- 22 febbraio - Daria Vecchi Rubboli, ceramista e artigiana italiana (n. 1852)
- 23 febbraio - Mercédès Jellinek, austriaca (n. 1889)
- 24 febbraio - Frank Keenan, attore e regista statunitense (n. 1858)
- 24 febbraio - André Messager, compositore e direttore d'orchestra francese (n. 1853)
- 24 febbraio - Stanisław Julian Ignacy Ostroróg, fotografo inglese (n. 1863)
- 25 febbraio - Alexander Binder, fotografo tedesco (n. 1888)
- 25 febbraio - Adolphe Alexandre Lesrel, pittore francese (n. 1839)
- 25 febbraio - Antonio Vico, cardinale e arcivescovo cattolico italiano (n. 1847)
- 26 febbraio - Catherine Potter, filantropa inglese (n. 1847)
- 26 febbraio - Karl Friedrich Reiche, botanico tedesco (n. 1860)
- 27 febbraio - Domenico Barduzzi, dermatologo e idrologo italiano (n. 1847)
- 28 febbraio - Augusto Battaglieri, avvocato e politico italiano (n. 1854)
- 28 febbraio - Vespasiano Bignami, pittore, scrittore e poeta italiano (n. 1841)
- 28 febbraio - Clemens von Pirquet, pediatra austriaco (n. 1874)

## Marzo(53)
- 1º marzo - Wilhelm von Bode, storico dell'arte tedesco (n. 1845)
- 1º marzo - Vincenzo Gemito, scultore, disegnatore e orafo italiano (n. 1852)
- 1º marzo - Jules Lavirotte, architetto francese (n. 1864)
- 1º marzo - Ernst Oppler, pittore tedesco (n. 1867)
- 2 marzo - Edward Hobart Seymour, ammiraglio britannico (n. 1840)
- 4 marzo - Francesco Cocco-Ortu, politico italiano (n. 1842)
- 4 marzo - Secondo Frola, politico italiano (n. 1850)
- 4 marzo - Meade Yates, golfista statunitense (n. 1864)
- 5 marzo - Marco Belli, presbitero e letterato italiano (n. 1857)
- 5 marzo - David Dunbar Buick, imprenditore scozzese (n. 1854)
- 5 marzo - Francesco Paolo Michetti, pittore, fotografo e politico italiano (n. 1851)
- 6 marzo - Otto Jaekel, paleontologo tedesco (n. 1863)
- 6 marzo - Ottone Penzig, botanico tedesco (n. 1856)
- 7 marzo - Antonio Ambrogio Alciati, pittore italiano (n. 1878)
- 7 marzo - Enrico Crespi, pittore e incisore italiano (n. 1854)
- 7 marzo - Edward Howe Forbush, ornitologo statunitense (n. 1858)
- 9 marzo - Nazperver Kadın, ottomana (n. 1870)
- 10 marzo - Victor Ehrenberg, giurista tedesco (n. 1851)
- 11 marzo - Lawrence Dundas, I marchese di Zetland, politico, scrittore e storico britannico (n. 1844)
- 12 marzo - Asa Griggs Candler, imprenditore statunitense (n. 1851)
- 12 marzo - Maurice Hauriou, giurista francese (n. 1856)
- 13 marzo - Henry Scott Tuke, pittore e fotografo britannico (n. 1858)
- 15 marzo - Félix Balzer, medico e patologo francese (n. 1849)
- 15 marzo - Pasquale De Luca, scrittore italiano (n. 1865)
- 15 marzo - Pinetop Smith, pianista statunitense (n. 1904)
- 15 marzo - Meta von Salis, attivista e storica svizzera (n. 1855)
- 17 marzo - William Henry Mackinnon, generale inglese (n. 1852)
- 18 marzo - Bernardo Benussi, storico italiano (n. 1846)
- 18 marzo - Hamza Hakimzade Niyazi, poeta uzbeko (n. 1889)
- 19 marzo - Giuseppe Cirincione, oculista e politico italiano (n. 1863)
- 20 marzo - Ferdinand Foch, generale francese (n. 1851)
- 20 marzo - Eduard Meijer, nuotatore e pallanuotista olandese (n. 1878)
- 21 marzo - Domenico Ciampoli, scrittore, bibliotecario e traduttore italiano (n. 1852)
- 21 marzo - Otto Liebe, politico danese (n. 1860)
- 21 marzo - Charles Swickard, regista, attore e sceneggiatore tedesco (n. 1861)
- 22 marzo - Inoue Yoshika, ammiraglio giapponese (n. 1845)
- 23 marzo - Maurice Paul Emmanuel Sarrail, generale francese (n. 1856)
- 24 marzo - Luigi Bellincioni, architetto italiano (n. 1842)
- 25 marzo - Otokar Březina, poeta ceco (n. 1868)
- 25 marzo - Robert Ridgway, ornitologo statunitense (n. 1850)
- 26 marzo - Emil Bahrfeldt, numismatico tedesco (n. 1850)
- 26 marzo - Aurelio Galli, cardinale italiano (n. 1866)
- 27 marzo - Margaret Grosvenor, marchesa di Cambridge, nobildonna inglese (n. 1873)
- 27 marzo - Kishan Singh di Bharatpur, indiano (n. 1899)
- 28 marzo - Katharine Lee Bates, scrittrice statunitense (n. 1859)
- 29 marzo - Michel Léonard Béguine, scultore francese (n. 1855)
- 29 marzo - Elena Caragiani-Stoienescu, aviatrice rumena (n. 1887)
- 30 marzo - John Brown Abercromby, pittore britannico (n. 1843)
- 30 marzo - Carlo Gregorio Maria Grasso, arcivescovo cattolico italiano (n. 1869)
- 30 marzo - John Montagu Douglas Scott, II barone Montagu di Beaulieu, politico inglese (n. 1866)
- 30 marzo - Octave Van Rysselberghe, architetto belga (n. 1855)
- 31 marzo - Mattie Ferguson, attrice teatrale statunitense (n. 1862)
- 31 marzo - Evaristo Lucidi, cardinale italiano (n. 1866)

## Aprile(37)
- 4 aprile - Karl Benz, ingegnere tedesco (n. 1844)
- 4 aprile - Márton Endrédy, schermidore ungherese (n. 1852)
- 4 aprile - João Franco, politico portoghese (n. 1855)
- 5 aprile - Francis Aidan Gasquet, cardinale britannico (n. 1846)
- 5 aprile - Harry Harvey, regista e attore statunitense (n. 1873)
- 5 aprile - Ludwig von Sybel, archeologo tedesco (n. 1846)
- 7 aprile - Enrico De Seta, avvocato e politico italiano (n. 1841)
- 7 aprile - Édouard Schuré, scrittore, critico letterario e poeta francese (n. 1841)
- 10 aprile - Ludovico Quandel, militare, politico e scrittore italiano (n. 1839)
- 11 aprile - Edmond Thieffry, militare e aviatore belga (n. 1892)
- 12 aprile - Enrico Ferri, criminologo, politico e giornalista italiano (n. 1856)
- 13 aprile - Gotō Shinpei, politico giapponese (n. 1857)
- 13 aprile - Agostino Mattoli II, politico italiano (n. 1873)
- 15 aprile - Antonio Smareglia, compositore italiano (n. 1854)
- 18 aprile - Francesco Brandileone, storico italiano (n. 1858)
- 18 aprile - María Isabel Manuel de Villena, nobildonna spagnola (n. 1850)
- 18 aprile - John Wells, canottiere statunitense (n. 1859)
- 20 aprile - Antonio Bezzola, scultore italiano (n. 1846)
- 20 aprile - Charles Allan Gilbert, pittore statunitense (n. 1873)
- 20 aprile - Amilcare Solferini, scrittore, poeta e commediografo italiano (n. 1870)
- 21 aprile - William Spry, politico statunitense (n. 1864)
- 22 aprile - Henry Lerolle, pittore francese (n. 1848)
- 23 aprile - Maggiorino Ferraris, politico italiano (n. 1856)
- 24 aprile - Vincenzo Garioni, generale italiano (n. 1856)
- 24 aprile - Caroline Rémy de Guebhard, scrittrice e giornalista francese (n. 1855)
- 25 aprile - Egidio Bullesi, operaio e marinaio italiano (n. 1905)
- 25 aprile - Louis Charles Trabut, botanico e fisico francese (n. 1853)
- 25 aprile - Đuro Đaković, politico e rivoluzionario jugoslavo (n. 1886)
- 26 aprile - Michail Michajlovič Romanov, nobile russo (n. 1861)
- 27 aprile - Giuseppe Plancher, chimico italiano (n. 1870)
- 27 aprile - Josef Stenbäck, architetto e ingegnere finlandese (n. 1854)
- 28 aprile - Henk van Heukelum, calciatore olandese (n. 1879)
- 29 aprile - Viola Lane-Fox, nobildonna inglese (n. 1865)
- 29 aprile - Stepa Stepanović, generale e politico serbo (n. 1856)
- 30 aprile - Alfonso Arena, ufficiale italiano (n. 1882)
- 30 aprile - Felice Ramorino, latinista, saggista e traduttore italiano (n. 1852)
- 30 aprile - Birger Sjöberg, poeta e giornalista svedese (n. 1885)

## Maggio(43)
- 1º maggio - Salvatore Fratellini, avvocato e politico italiano (n. 1854)
- 1º maggio - Sophie Keller, soprano danese (n. 1850)
- 1º maggio - Heinrich Pfannl, alpinista, giurista e saggista austriaco (n. 1870)
- 2 maggio - José María Rubio y Peralta, presbitero e gesuita spagnolo (n. 1864)
- 2 maggio - Adolfo Turchi, arcivescovo cattolico italiano (n. 1863)
- 2 maggio - Segundo de Chomón, regista, direttore della fotografia e animatore spagnolo (n. 1871)
- 3 maggio - Primo Bandini, compositore italiano (n. 1857)
- 4 maggio - Frederick Stopford, generale inglese (n. 1854)
- 4 maggio - Cyrille Verbrugge, schermidore belga (n. 1866)
- 6 maggio - Max Bauer, generale tedesco (n. 1875)
- 7 maggio - Ignazio Efrem II Rahmani (n. 1848)
- 9 maggio - Kate Dickens, pittrice britannica (n. 1839)
- 9 maggio - Gustave Schlumberger, storico e numismatico francese (n. 1844)
- 10 maggio - Cesare Alessandri, politico, giornalista e sindacalista italiano (n. 1869)
- 11 maggio - Jozef Murgaš, presbitero, pittore e inventore slovacco (n. 1864)
- 11 maggio - Julio González Pola, scultore spagnolo (n. 1865)
- 11 maggio - Guido de Probizer, medico italiano (n. 1849)
- 12 maggio - Alessandro De Bosdari, diplomatico italiano (n. 1867)
- 13 maggio - Arthur Scherbius, ingegnere e imprenditore tedesco (n. 1878)
- 14 maggio - Rebeca Matte Bello, scultrice cilena (n. 1875)
- 17 maggio - Lilli Lehmann, soprano tedesco (n. 1848)
- 17 maggio - Giulia Salzano, religiosa italiana (n. 1846)
- 18 maggio - Giovanni Auteri Berretta, avvocato e politico italiano (n. 1851)
- 18 maggio - Charles Depéret, geologo e paleontologo francese (n. 1854)
- 18 maggio - Patrick Joseph Kennedy, imprenditore e politico statunitense (n. 1858)
- 19 maggio - Dino Rulli, compositore e musicista italiano (n. 1891)
- 20 maggio - James Hall, velocista indiano (n. 1903)
- 21 maggio - Fedele De Novellis, diplomatico e politico italiano (n. 1854)
- 21 maggio - Elisa Hensler, attrice svizzera (n. 1836)
- 21 maggio - Rodolfo Lanciani, archeologo e ingegnere italiano (n. 1845)
- 21 maggio - Sebastiano Nicotra, arcivescovo cattolico italiano (n. 1855)
- 21 maggio - Archibald Primrose, V conte di Rosebery, nobile e politico britannico (n. 1847)
- 23 maggio - Arthur Johnson, calciatore e allenatore di calcio irlandese (n. 1879)
- 24 maggio - Nicholas Spit, vescovo vetero-cattolico olandese (n. 1853)
- 25 maggio - Johann Friedrich Ahlfeld, ginecologo tedesco (n. 1843)
- 25 maggio - Ernest Monis, politico francese (n. 1846)
- 25 maggio - Albéric Ruzette, politico belga (n. 1866)
- 25 maggio - Garrett P. Serviss, scrittore e giornalista statunitense (n. 1851)
- 26 maggio - Richard Heintz, pittore e incisore belga (n. 1871)
- 27 maggio - Giuseppe Anselmi, tenore italiano (n. 1876)
- 30 maggio - Samuel Parsons Scott, avvocato, banchiere e traduttore statunitense (n. 1846)
- 30 maggio - Herbert Christopher Robinson, zoologo, ornitologo e naturalista britannico (n. 1874)
- 31 maggio - Nils Berntsen, calciatore norvegese (n. 1901)

## Giugno(36)
- 2 giugno - Enrique Gorostieta Velarde, generale messicano (n. 1890)
- 3 giugno - Fausto Salvatori, poeta e librettista italiano (n. 1870)
- 3 giugno - Max Thomas, ginnasta e multiplista statunitense (n. 1874)
- 5 giugno - Cecil Burney, ammiraglio britannico (n. 1858)
- 6 giugno - Richard Réti, scacchista cecoslovacco (n. 1889)
- 7 giugno - Henri Gervex, pittore francese (n. 1852)
- 8 giugno - Vladimir Fogel', attore sovietico (n. 1902)
- 9 giugno - Giacomo Bresadola, presbitero e micologo italiano (n. 1847)
- 10 giugno - Carlo Airoldi, maratoneta italiano (n. 1869)
- 10 giugno - Hélène Smith, sensitiva francese (n. 1861)
- 11 giugno - Gyula Andrássy il Giovane, nobile e politico ungherese (n. 1860)
- 11 giugno - Carlo Vittorio Cicarelli, politico e avvocato italiano (n. 1859)
- 12 giugno - Vittorio Cipelli, avvocato e politico italiano (n. 1850)
- 12 giugno - Eugenio De Rossi, generale e agente segreto italiano (n. 1863)
- 14 giugno - Minor C. Keith, imprenditore statunitense (n. 1848)
- 15 giugno - Charles F. Brush, ingegnere, inventore e imprenditore statunitense (n. 1849)
- 15 giugno - Ray Keech, pilota automobilistico statunitense (n. 1900)
- 15 giugno - Traian Lalescu, matematico romeno (n. 1882)
- 16 giugno - Pietro Spica Marcataio, chimico italiano (n. 1854)
- 16 giugno - Oldfield Thomas, zoologo britannico (n. 1858)
- 17 giugno - Alice Pegler, insegnante e botanica sudafricana (n. 1861)
- 17 giugno - Sebastiano Rumor, presbitero, letterato e storico italiano (n. 1862)
- 18 giugno - Alois Anderle, nuotatore austriaco (n. 1869)
- 21 giugno - Leonard Trelawny Hobhouse, sociologo britannico (n. 1864)
- 21 giugno - Ödön von Tersztyánszky, schermidore ungherese (n. 1890)
- 24 giugno - Nicolás Mihanovich, imprenditore austro-ungarico (n. 1846)
- 24 giugno - Sybil Newall, arciera britannica (n. 1854)
- 24 giugno - Stub Wiberg, attore norvegese (n. 1875)
- 25 giugno - Arturo Cadore, compositore e organista italiano (n. 1877)
- 25 giugno - Fridiano Cavara, botanico italiano (n. 1857)
- 25 giugno - Georges Courteline, poeta, scrittore e drammaturgo francese (n. 1858)
- 25 giugno - Ernest Laurent, pittore francese (n. 1860)
- 27 giugno - Paul Groussac, scrittore e critico letterario argentino (n. 1848)
- 29 giugno - Edward Carpenter, scrittore e poeta inglese (n. 1844)
- 29 giugno - Friedrich Dahl, zoologo e aracnologo tedesco (n. 1856)
- 30 giugno - Joseph Wauters, politico belga (n. 1875)

## Luglio(43)
- 1º luglio - Ernesto Drago, fisico italiano (n. 1876)
- 1º luglio - Francisco de Assis Rosa e Silva, politico brasiliano (n. 1850)
- 2 luglio - Gladys Brockwell, attrice statunitense (n. 1894)
- 3 luglio - Pascal Dagnan-Bouveret, pittore francese (n. 1852)
- 3 luglio - Dustin Farnum, attore cinematografico statunitense (n. 1874)
- 3 luglio - Charles Voight, tennista statunitense (n. 1869)
- 4 luglio - Julius Moser, entomologo tedesco (n. 1863)
- 4 luglio - Camillo Silingardi, calciatore italiano (n. 1907)
- 5 luglio - Hans Meyer, geologo e esploratore tedesco (n. 1858)
- 5 luglio - Alfredo Trombetti, linguista italiano (n. 1866)
- 6 luglio - Giuseppe Carboni, latinista italiano (n. 1856)
- 6 luglio - Dan Mason, attore e sceneggiatore statunitense (n. 1853)
- 8 luglio - Il'ja Semënovič Ostrouchov, pittore russo (n. 1858)
- 9 luglio - Julian Fałat, pittore polacco (n. 1853)
- 9 luglio - Ignazio Testasecca, imprenditore, politico e filantropo italiano (n. 1849)
- 10 luglio - Ève Lavallière, attrice e religiosa francese (n. 1866)
- 11 luglio - Francis J. Grandon, regista, attore e sceneggiatore statunitense (n. 1879)
- 11 luglio - Ali Ahmad Khan, nobile e emiro afghano (n. 1883)
- 11 luglio - George Lansing Raymond, docente e scrittore statunitense (n. 1839)
- 11 luglio - Billy Mosforth, calciatore inglese (n. 1859)
- 12 luglio - Robert Henri, pittore statunitense (n. 1865)
- 13 luglio - Umberto Barozzi, velocista italiano (n. 1881)
- 14 luglio - Walter Baldwin Spencer, biologo e antropologo britannico (n. 1860)
- 14 luglio - Hans Delbrück, storico e politico tedesco (n. 1848)
- 14 luglio - James Lang, calciatore scozzese (n. 1851)
- 14 luglio - Adolf Meyer, architetto tedesco (n. 1881)
- 15 luglio - John Griffith Wray, regista e sceneggiatore statunitense (n. 1881)
- 15 luglio - Hugo von Hofmannsthal, scrittore, poeta e drammaturgo austriaco (n. 1874)
- 17 luglio - John Nicol Farquhar, missionario e orientalista britannico (n. 1861)
- 17 luglio - William Hauber, attore statunitense (n. 1891)
- 19 luglio - Fausto Zonaro, pittore italiano (n. 1854)
- 22 luglio - Luigi De Andreis, ingegnere e politico italiano (n. 1857)
- 22 luglio - Édouard Louis Joseph Empain, imprenditore e egittologo belga (n. 1852)
- 22 luglio - Paul Flechsig, psichiatra, anatomista e patologo tedesco (n. 1847)
- 22 luglio - Édouard Risler, pianista francese (n. 1873)
- 25 luglio - Matti Aikio, poeta norvegese (n. 1872)
- 25 luglio - Doc Scurlock, pistolero statunitense (n. 1849)
- 27 luglio - Rosa Junck, esperantista boema (n. 1850)
- 27 luglio - Raoul Pictet, fisico svizzero (n. 1846)
- 27 luglio - John Franklin Alexander Strong, giornalista e politico statunitense (n. 1856)
- 28 luglio - Ernesto Invernizzi, imprenditore italiano (n. 1852)
- 31 luglio - José de Castro, giornalista, avvocato e politico portoghese (n. 1868)
- 31 luglio - Giuseppe d'Havet, generale italiano (n. 1861)

## Agosto(52)
- 1º agosto - Pietro Egidi, storico italiano (n. 1872)
- 1º agosto - Henri Goelzer, filologo classico francese (n. 1853)
- 1º agosto - Louis Haller, schermidore francese (n. 1864)
- 2 agosto - Mae Costello, attrice statunitense (n. 1882)
- 3 agosto - Emile Berliner, inventore tedesco (n. 1851)
- 3 agosto - Marcel Fabre, attore, regista e sceneggiatore spagnolo (n. 1884)
- 3 agosto - Thorstein Veblen, economista e sociologo statunitense (n. 1857)
- 4 agosto - Carl Auer von Welsbach, inventore e chimico austriaco (n. 1858)
- 5 agosto - Millicent Garrett Fawcett, scrittrice e attivista britannica (n. 1847)
- 5 agosto - António Mendes Bello, cardinale e patriarca cattolico portoghese (n. 1842)
- 6 agosto - Florentin Bonnet, aviatore francese (n. 1894)
- 6 agosto - William Vincent Fitzgerald, botanico australiano (n. 1867)
- 6 agosto - Felix August Helfgott Genzmer, architetto tedesco (n. 1856)
- 6 agosto - Emil Hilb, matematico tedesco (n. 1882)
- 6 agosto - Mary MacLane, scrittrice statunitense (n. 1881)
- 6 agosto - Jean-Baptiste Mimiague, schermidore francese (n. 1871)
- 7 agosto - John Bain, calciatore inglese (n. 1854)
- 8 agosto - Willi Ascherl, calciatore tedesco (n. 1902)
- 8 agosto - Jaroslav Goll, storico cecoslovacco (n. 1846)
- 9 agosto - Giuseppe Aureli, pittore italiano (n. 1858)
- 9 agosto - Giulio Guédoz, militare italiano (n. 1907)
- 9 agosto - Georgij Nikolaevič di Leuchtenberg, nobile e ufficiale russo (n. 1872)
- 9 agosto - Heinrich Zille, illustratore e fotografo tedesco (n. 1858)
- 9 agosto - Maria di Windisch-Grätz, nobile austriaca (n. 1856)
- 10 agosto - Pierre Fatou, matematico francese (n. 1878)
- 10 agosto - Aletta Jacobs, medica olandese (n. 1854)
- 13 agosto - Edwin Ray Lankester, biologo e zoologo britannico (n. 1847)
- 13 agosto - Eusebius Mandyczewski, compositore, musicologo e direttore d'orchestra rumeno (n. 1857)
- 14 agosto - Henry Horne, generale inglese (n. 1861)
- 14 agosto - Geoffrey Scott, storico dell'architettura e poeta inglese (n. 1884)
- 16 agosto - Tsuda Umeko, educatrice giapponese (n. 1864)
- 16 agosto - Theodor Wundt, alpinista, militare e scrittore tedesco (n. 1858)
- 17 agosto - Elek Benedek, scrittore, giornalista e pubblicista ungherese (n. 1859)
- 17 agosto - Giorgio Carmelich, pittore italiano (n. 1907)
- 18 agosto - Abdon Sgarbi, calciatore italiano (n. 1903)
- 19 agosto - Sergej Pavlovič Djagilev, impresario teatrale e direttore artistico russo (n. 1872)
- 19 agosto - Ettore Ferrari, scultore e politico italiano (n. 1845)
- 19 agosto - Enrico Reinach, attore teatrale italiano (n. 1851)
- 19 agosto - Carlo Rosati, matematico italiano (n. 1876)
- 20 agosto - Jeanne Immink, alpinista e sportiva olandese (n. 1853)
- 21 agosto - Ponziano Loverini, pittore italiano (n. 1845)
- 22 agosto - Richard Heinze, filologo classico e latinista tedesco (n. 1867)
- 22 agosto - Otto Liman von Sanders, generale tedesco (n. 1855)
- 22 agosto - Giuseppe Motta, ufficiale e aviatore italiano (n. 1894)
- 24 agosto - Jules Alexandre Daveau, botanico francese (n. 1852)
- 24 agosto - Juan Antonio Escurra, militare e politico paraguaiano (n. 1859)
- 24 agosto - Karel van de Woestijne, scrittore belga (n. 1878)
- 25 agosto - Raffaele De Cornè, ingegnere e dirigente pubblico italiano (n. 1852)
- 27 agosto - Giulio Bas, compositore e organista italiano (n. 1874)
- 27 agosto - Hermann Noordung, ingegnere sloveno (n. 1892)
- 30 agosto - Ivo Vojnović, scrittore dalmata (n. 1857)
- 31 agosto - Morton Prince, psicologo statunitense (n. 1854)

## Settembre(37)
- 1º settembre - Cesare Calciati, esploratore italiano (n. 1885)
- 1º settembre - Louis Capitan, medico e antropologo francese (n. 1854)
- 1º settembre - Giovanni Romagnoli, militare italiano (n. 1897)
- 2 settembre - Paul Leni, regista e scenografo tedesco (n. 1885)
- 3 settembre - Jan Kanty Steczkowski, politico e economista polacco (n. 1862)
- 4 settembre - Dina Bélanger, religiosa canadese (n. 1897)
- 7 settembre - Angelo Ruffini, biologo e medico italiano (n. 1864)
- 8 settembre - Amico Bignami, medico italiano (n. 1862)
- 8 settembre - Raffaele Tafuri, pittore italiano (n. 1857)
- 9 settembre - Carlo Braida, ciclista su strada italiano (n. 1868)
- 9 settembre - Francisco Gárate, gesuita spagnolo (n. 1857)
- 9 settembre - Walther Katzenstein, canottiere tedesco (n. 1878)
- 11 settembre - Ole Juulson Kvale, politico statunitense (n. 1869)
- 13 settembre - Minnie Marx, manager tedesca (n. 1865)
- 14 settembre - Jesse Lynch Williams, scrittore e drammaturgo statunitense (n. 1871)
- 15 settembre - Joseph Charlemont, pugile e allenatore di pugilato francese (n. 1839)
- 15 settembre - Fehime Sultan, principessa ottomana (n. 1875)
- 15 settembre - Hermann Graedener, compositore, direttore d'orchestra e docente austriaco (n. 1844)
- 15 settembre - José Luis Murature, avvocato e giornalista argentino (n. 1876)
- 15 settembre - Anton Maria Schwartz, presbitero austriaco (n. 1852)
- 18 settembre - Hippolyte Petitjean, pittore francese (n. 1854)
- 19 settembre - Mosè Bertoni, botanico e scienziato svizzero (n. 1857)
- 20 settembre - Eraclio Gerbella, cornista e direttore d'orchestra italiano (n. 1850)
- 21 settembre - Nathaniel E. Harris, politico statunitense (n. 1846)
- 23 settembre - Luigi Brasca, cartografo italiano (n. 1882)
- 23 settembre - Louis-Ernest Dubois, cardinale e arcivescovo cattolico francese (n. 1856)
- 23 settembre - Richard Adolf Zsigmondy, chimico austriaco (n. 1865)
- 24 settembre - Mahidol Adulyadej, principe thailandese (n. 1892)
- 24 settembre - Antonius Colenbrander, cavaliere olandese (n. 1889)
- 25 settembre - Miller Huggins, allenatore di baseball e giocatore di baseball statunitense (n. 1878)
- 28 settembre - Luigi Lucchini, politico e giurista italiano (n. 1847)
- 29 settembre - Basilio III di Costantinopoli, arcivescovo ortodosso greco (n. 1846)
- 29 settembre - John Nicholas, calciatore britannico (n. 1879)
- 29 settembre - Jean Psichari, filologo e scrittore francese (n. 1854)
- 29 settembre - Ferdinand Rochet, calciatore francese (n. 1889)
- 29 settembre - Tanaka Giichi, militare e politico giapponese (n. 1864)
- 30 settembre - Kalman Zingman, editore e scrittore lituano (n. 1889)

## Ottobre(40)
- 1º ottobre - Émile-Antoine Bourdelle, scultore francese (n. 1861)
- 3 ottobre - Jeanne Eagels, attrice e showgirl statunitense (n. 1890)
- 3 ottobre - Pompilio Grandi, politico e avvocato italiano (n. 1842)
- 3 ottobre - Armas Lindgren, architetto finlandese (n. 1874)
- 3 ottobre - Gustav Stresemann, politico tedesco (n. 1878)
- 4 ottobre - François Langers, calciatore lussemburghese (n. 1896)
- 6 ottobre - Henry Lascelles, V conte di Harewood, ufficiale britannico (n. 1846)
- 8 ottobre - Max Lehmann, educatore e storico tedesco (n. 1845)
- 8 ottobre - Jacek Malczewski, pittore polacco (n. 1854)
- 11 ottobre - Reginald Brabazon, XII conte di Meath, diplomatico e filantropo irlandese (n. 1841)
- 12 ottobre - Ercole Dogliani, incisore italiano (n. 1888)
- 14 ottobre - Henri Berger, compositore prussiano (n. 1844)
- 14 ottobre - Shtjefën Kostantin Gjeçov, religioso kosovaro (n. 1874)
- 15 ottobre - Léon Delacroix, politico belga (n. 1867)
- 16 ottobre - Pietro Lanza di Trabia, nobile e politico italiano (n. 1862)
- 17 ottobre - Vladimir Gortan, antifascista croato (n. 1904)
- 17 ottobre - Enrico Vanni, presbitero e giornalista italiano (n. 1876)
- 18 ottobre - Gustaf Ranft, attore svedese (n. 1856)
- 19 ottobre - Petter Pedersen, calciatore norvegese (n. 1895)
- 20 ottobre - José Batlle y Ordóñez, politico e giornalista uruguaiano (n. 1856)
- 20 ottobre - Rudolf Kittel, biblista tedesco (n. 1853)
- 20 ottobre - Giuseppe Lanza di Scalea, nobile e politico italiano (n. 1870)
- 21 ottobre - Vasil Radoslavov, politico bulgaro (n. 1854)
- 22 ottobre - Alessandro Maino, imprenditore e politico italiano (n. 1863)
- 22 ottobre - Sarah Wilson, giornalista e scrittrice inglese (n. 1865)
- 23 ottobre - Henri Piazza, editore, traduttore e poeta italiano (n. 1861)
- 24 ottobre - Arno Holz, scrittore tedesco (n. 1863)
- 26 ottobre - Aby Warburg, storico dell'arte e critico d'arte tedesco (n. 1866)
- 27 ottobre - Heinrich Büssing, inventore e imprenditore tedesco (n. 1843)
- 27 ottobre - Georg von der Marwitz, generale tedesco (n. 1856)
- 27 ottobre - Alfred Maria Willner, compositore, librettista e musicologo austriaco (n. 1859)
- 28 ottobre - Bernhard von Bülow, politico e ambasciatore tedesco (n. 1849)
- 28 ottobre - Delfino Orsi, giornalista e politico italiano (n. 1868)
- 28 ottobre - Herrmann Ungar, scrittore ceco (n. 1893)
- 30 ottobre - Jacques Doucet, stilista e collezionista d'arte francese (n. 1853)
- 30 ottobre - August Musger, prete e fisico austriaco (n. 1868)
- 31 ottobre - António José de Almeida, politico portoghese (n. 1866)
- 31 ottobre - Edwin Biedermann, tennista britannico (n. 1877)
- 31 ottobre - Norman Pritchard, attore, ostacolista e velocista indiano (n. 1877)
- 31 ottobre - José Relvas, politico portoghese (n. 1858)

## Novembre(48)
- 2 novembre - Geremia Grandelis, scultore italiano (n. 1869)
- 2 novembre - Leo D. Maloney, attore, regista e sceneggiatore statunitense (n. 1888)
- 2 novembre - Ol'ga Valerianovna Paley, principessa russa (n. 1865)
- 3 novembre - Olav Aukrust, poeta norvegese (n. 1883)
- 3 novembre - Jan Niecisław Baudouin de Courtenay, linguista polacco (n. 1845)
- 3 novembre - Habibullah Kalakānī, emiro afghano
- 4 novembre - Joseph Smit, illustratore olandese (n. 1836)
- 4 novembre - Karl von den Steinen, psichiatra, esploratore e antropologo tedesco (n. 1855)
- 6 novembre - Columbano Bordalo Pinheiro, pittore portoghese (n. 1857)
- 6 novembre - Massimiliano di Baden, politico tedesco (n. 1867)
- 6 novembre - Jacques Rigaut, scrittore francese (n. 1898)
- 7 novembre - Guido Semenza, ingegnere italiano (n. 1868)
- 8 novembre - Albert Shepherd, calciatore inglese (n. 1885)
- 9 novembre - Guido Keller, aviatore italiano (n. 1892)
- 9 novembre - Vittorio Montiglio, militare italiano (n. 1903)
- 10 novembre - István Lichteneckert, schermidore ungherese (n. 1892)
- 11 novembre - Ernst Maass, filologo classico tedesco (n. 1856)
- 13 novembre - Vittoria di Prussia, nobile tedesca (n. 1866)
- 13 novembre - Abd al-Muhsin al-Sa'dun, politico iracheno (n. 1879)
- 14 novembre - George Alexander, giocatore di lacrosse britannico (n. 1886)
- 14 novembre - Charles Hose, zoologo, etnologo e diplomatico britannico (n. 1863)
- 14 novembre - Joe McGinnity, giocatore di baseball e allenatore di baseball statunitense (n. 1871)
- 14 novembre - Karl Scheurer, politico svizzero (n. 1872)
- 17 novembre - Giuseppe Beati, militare e aviatore italiano (n. 1899)
- 17 novembre - Herman Hollerith, ingegnere statunitense (n. 1860)
- 17 novembre - Otto Huber, militare e aviatore italiano (n. 1901)
- 18 novembre - James William Good, politico statunitense (n. 1866)
- 18 novembre - Alice Washburn, attrice statunitense (n. 1861)
- 18 novembre - Emilio Zago, attore italiano (n. 1852)
- 19 novembre - Michele Esposito, pianista, direttore d'orchestra e compositore italiano (n. 1855)
- 20 novembre - Walter Firle, pittore tedesco (n. 1859)
- 21 novembre - José Olaguer-Feliú, generale spagnolo (n. 1857)
- 21 novembre - Jacob Cornelis van Slee, teologo, presbitero e bibliotecario olandese (n. 1841)
- 22 novembre - Jaume Ferran i Clua, batteriologo spagnolo (n. 1851)
- 22 novembre - Kamakichi Kishinouye, biologo giapponese (n. 1867)
- 22 novembre - Giovanni Santini, politico italiano (n. 1877)
- 24 novembre - Georges Clemenceau, politico francese (n. 1841)
- 24 novembre - Raymond Hitchcock, attore statunitense (n. 1865)
- 24 novembre - Paul Mathey, pittore francese (n. 1844)
- 25 novembre - Emilie Snethlage, ornitologa tedesca (n. 1868)
- 26 novembre - George-Daniel de Monfreid, pittore francese (n. 1856)
- 26 novembre - Chandra Shamsher Jang Bahadur Rana, politico nepalese (n. 1863)
- 26 novembre - Luciano Zuccoli, scrittore, giornalista e romanziere svizzero (n. 1868)
- 27 novembre - Luigi Saraceni, avvocato e politico italiano (n. 1862)
- 28 novembre - Karl Bulla, fotografo russo (n. 1855)
- 28 novembre - Charles Maigne, regista e sceneggiatore statunitense (n. 1879)
- 30 novembre - Daniel Moreau Barringer, geologo statunitense (n. 1860)
- 30 novembre - Amos Casselman, arciere statunitense (n. 1850)

## Dicembre(45)
- 1º dicembre - Louis Lewin, farmacologo tedesco (n. 1850)
- 2 dicembre - Robert Lewis Reid, pittore statunitense (n. 1862)
- 3 dicembre - Giovanni Mingazzini, neurologo e psichiatra italiano (n. 1859)
- 4 dicembre - Baldassarre Squitti, politico italiano (n. 1859)
- 5 dicembre - Gustavo Balsamo-Crivelli, filologo e scrittore italiano (n. 1869)
- 7 dicembre - Charles Monro, I baronetto, generale britannico (n. 1860)
- 8 dicembre - Frederick Suerig, canottiere statunitense (n. 1878)
- 10 dicembre - Frederick Abberline, poliziotto britannico (n. 1843)
- 10 dicembre - Luigi Ambrosini, scrittore e giornalista italiano (n. 1883)
- 10 dicembre - Harry Crosby, poeta e editore statunitense (n. 1898)
- 10 dicembre - Franz Rosenzweig, filosofo tedesco (n. 1886)
- 12 dicembre - Uwe Jens Krafft, regista e attore tedesco
- 13 dicembre - Philippe Wolfers, orafo, gioielliere e imprenditore belga (n. 1858)
- 14 dicembre - Friedrich Grünanger, architetto austro-ungarico (n. 1856)
- 14 dicembre - Sigurd Jørgensen, ginnasta norvegese (n. 1887)
- 14 dicembre - Josef Noldin, avvocato austriaco (n. 1888)
- 15 dicembre - Clinio Quaranta, traduttore, critico letterario e poeta italiano (n. 1857)
- 16 dicembre - George Blackall Simonds, scultore, docente e imprenditore inglese (n. 1843)
- 16 dicembre - Stanton Heck, attore statunitense (n. 1877)
- 17 dicembre - Edoardo Matania, pittore e illustratore italiano (n. 1847)
- 17 dicembre - Ted Wilde, regista statunitense (n. 1889)
- 17 dicembre - Manuel Gomes da Costa, generale e politico portoghese (n. 1863)
- 18 dicembre - Louis Vialleton, zoologo e scrittore francese (n. 1859)
- 19 dicembre - Michele Bertetti, avvocato e politico italiano (n. 1842)
- 19 dicembre - Amelia Faraone, cantante italiana (n. 1871)
- 20 dicembre - Joseph Ney Babson, compositore di scacchi statunitense (n. 1852)
- 20 dicembre - Émile Loubet, politico francese (n. 1838)
- 20 dicembre - Giorgio Rattone, medico e politico italiano (n. 1857)
- 21 dicembre - Gustave Belot, filosofo francese (n. 1859)
- 24 dicembre - Étienne Dinet, pittore e incisore francese (n. 1861)
- 24 dicembre - Nicolò Melodia, politico italiano (n. 1840)
- 24 dicembre - Alice Pestana, scrittrice, giornalista e pedagogista portoghese (n. 1860)
- 25 dicembre - Percy Alexander MacMahon, matematico britannico (n. 1854)
- 25 dicembre - Hermilio Valdizán, psichiatra peruviano (n. 1885)
- 26 dicembre - Giuseppe Gamba, cardinale e arcivescovo cattolico italiano (n. 1857)
- 26 dicembre - Albert Giraud, poeta belga (n. 1860)
- 27 dicembre - Giacomo Agnesi, politico italiano (n. 1859)
- 27 dicembre - Michele Gebbia, matematico italiano (n. 1854)
- 29 dicembre - James Clarke, tiratore di fune britannico (n. 1874)
- 29 dicembre - Wilhelm Maybach, ingegnere e imprenditore tedesco (n. 1846)
- 29 dicembre - Quintino Rodrigues de Oliveira e Silva, vescovo cattolico brasiliano (n. 1863)
- 29 dicembre - Lydia Yeamans Titus, cantante e attrice australiana (n. 1857)
- 30 dicembre - Francesco Carlo Pellegrini, filologo e letterato italiano (n. 1856)
- 31 dicembre - Onorato Nicoletti, matematico italiano (n. 1872)
- 31 dicembre - Abiel Bethel Revelli di Beaumont, militare e progettista italiano (n. 1864)

## Senza giorno specificato(52)
- Nikolaj Viktorovič Aaronskij, rivoluzionario russo (n. 1860)
- Jesús M. Aguirre, generale e politico messicano (n. 1866)
- Edwin West Allen, chimico statunitense (n. 1864)
- Adelaïde Alsop Robineau, pittrice e ceramista statunitense (n. 1865)
- Marie-Henry Andoyer, astronomo e matematico francese (n. 1862)
- Teresa Arkel, soprano austriaca (n. 1862)
- Jules Léon Austaut, entomologo francese (n. 1844)
- Georgij Ėduardovič Berchman, militare russo (n. 1854)
- Otto Binswanger, psichiatra e neurologo svizzero (n. 1852)
- Antonio Biondi, botanico italiano (n. 1848)
- André Castaigne, artista e incisore francese (n. 1861)
- Eugène Chaffanel, pittore francese (n. 1848)
- Charles Horton Cooley, sociologo statunitense (n. 1864)
- Alexandru Davila, scrittore, diplomatico e giornalista rumeno (n. 1862)
- Margaret Edwards, attrice statunitense (n. 1895)
- Emilia Ferretti Viola, scrittrice italiana (n. 1844)
- Enrico Fonda, pittore italiano (n. 1892)
- Renato Fondi, musicologo, poeta e critico d'arte italiano (n. 1887)
- Gaetano Frisoni, saggista italiano (n. 1861)
- Enrico Gallina, attore italiano (n. 1854)
- William Wade Harris, predicatore e missionario liberiano (n. 1865)
- Blind Lemon Jefferson, cantante e chitarrista statunitense (n. 1893)
- William Küster, chimico tedesco (n. 1863)
- Antoni Lange, poeta e critico letterario polacco (n. 1863)
- Fernand Lematte, pittore francese (n. 1860)
- Vittorio Leone, canottiere italiano (n. 1862)
- Emilio Baj Macario, politico italiano (n. 1870)
- Edoardo Martel, botanico e mineralogista italiano (n. 1846)
- Antonello Moroni, pittore italiano (n. 1889)
- Thomas Power O'Connor, giornalista irlandese (n. 1848)
- Fabbricanti di angeli di Nagyrév, serial killer ungherese
- Giovanni Pardi, ceramista italiano (n. 1853)
- Vernon Louis Parrington, storico statunitense (n. 1871)
- William Henry Perkin, Jr., chimico inglese (n. 1860)
- Achille Petrocelli, pittore italiano
- Patrick Philbin, tiratore di fune britannico (n. 1874)
- Edoardo Pignalosa, commediografo e giornalista italiano (n. 1861)
- Pasqual Piñón, circense messicano (n. 1889)
- Rainis, scrittore lettone (n. 1865)
- Raimondo Pontecorvo, pittore italiano (n. 1854)
- Paul Quinsac, pittore francese (n. 1858)
- Ram Singh di Bharatpur, indiano (n. 1873)
- Eugenio Scacchi, mineralogista italiano (n. 1854)
- Albert von Schrenck-Notzing, psicologo tedesco (n. 1862)
- Mary Shaw, attrice teatrale e regista statunitense (n. 1860)
- Franklin Sumner Earle, micologo statunitense (n. 1856)
- Francesco Giuseppe Tozzoni, nobile e ammiraglio italiano (n. 1859)
- Iraldo Venzano, calciatore italiano
- Hermann Wagner, geografo tedesco (n. 1840)
- Wang Daxie, politico cinese (n. 1860)
- Karl Weinmann, musicologo, insegnante e teologo tedesco (n. 1873)
- Lamont Young, architetto e urbanista britannico (n. 1851)